# Jan von Felden Zakrzewski
Jan von Felden Zakrzewski herbu Trzy Gałązki – chorąży malborski w latach 1628–1661.
Poseł na sejm 1634 roku, sejm zwyczajny 1635 roku, sejm zwyczajny 1637 roku, sejm 1638 roku, sejm 1645 roku, sejm 1646 roku.
W 1648 roku był elektorem Jana II Kazimierza Wazy z województwa malborskiego. Poseł na sejm 1653 roku z województwa malborskiego.